# Raymond Curie
Pour les articles homonymes, voir Curie.
 (octobre 2012).
Raymond Curie né en 1956 en Franche-Comté est sociologue, il a été formateur / enseignant à l'EFTS ARFRIPS Lyon / 9e et à l'Université Lyon II, de 2010 à 2019, dans le cadre d'un partenariat pédagogique.

## Biographie
Il est le fils de Marcel Curie (artisan) et de Ginette Curie (couturière). Après des études secondaires à Gray, (Lycée Augustin Cournot) et supérieures à Nancy, (École d'éducateurs spécialisés), il devient un professionnel du Travail social en région parisienne de 1982 à 1999 en tant qu'éducateur spécialisé puis chef de service. Il travaille notamment au Centre socio-culturel de Villiers-sur-Marne, au Service de prévention spécialisée d'Orly et à celui de Massy (Essonne). Membre du comité de rédaction de la revue Paroles et pratiques sociales de 1988 à 1992, il participe à l'organisation de plusieurs colloques. La poursuite de ses études s'effectue au département de sociologie de l'Université Paris VIII de 1983 à 1991. Il termine ce cycle universitaire avec un DEA.
Il obtient ensuite sa thèse de sociologie en 1997 à l'Ecole des Hautes Etudes en Sciences Sociales de Paris(1), ayant comme directeur de recherche Marcel Roncayolo : le thème en était Origines et caractéristiques de la confrontation entre habitants des quartiers et milieu universitaire dans les villes de banlieues : L'université et la ville en région parisienne. Pendant ses études, il suit les cours de Robert Castel à l'Université Paris VIII et de Pierre Bourdieu au Collège de France. Il travaille un temps  avec Jean-François Laé dans le cadre d'une étude ethnographique collective concernant l'implantation de résidences universitaires à Cergy-Pontoise (1991-1992). À partir de 1999, il s'oriente vers l'enseignement et la recherche.
Il est formateur à l'IRTS de Rouen / Canteleu de 1999 à 2001. De 2002 à 2007 il sera chargé de cours en sociologie à l'Université Jean Monnet de Saint-Étienne et depuis fin 2001 jusqu'à 2010, formateur / enseignant à l'ITS de Lyon / Caluire et à l'Université Lyon II. En 2004, il est membre du comité d'organisation des Etats généraux du social (2) à Lyon (Mobilisation citoyenne des acteurs du social), plus particulièrement chargé avec d'autres collègues, de la mise en place d'une journée inter-écoles qui aura lieu plusieurs années de suite. Il est signataire de l'Appel des appels (3), début 2009.(Cet appel regroupait des professionnels du soin, du travail social, de la justice, de l'éducation, de la recherche, de l'information et de la culture). Son nom est inscrit au répertoire national des chercheurs en sociologie (4) et il a fait partie de la Plate-forme de recherche en action sociale de Rhône-Alpes (2005-2010) (5). Ses objets de recherche s'ancrent dans la sociologie critique (ils concernent la ville mais aussi la culture et le travail social). Il intervient dans de nombreuses Écoles de Travail Social, dans plusieurs universités et associations entre 2011 et 2024 pour des conférences à partir de son livre "Le Travail Social à l'épreuve du néolibéralisme : entre résignation et résistance" et pour son autre livre "Travail Social et nouvelles pratiques interculturelles". Il a pris sa retraite en novembre 2019. Originaire de Franche-Comté, il a toujours été passionné par l'histoire de sa région, au point de vue culturel, économique, social et politique.
En tant que militant, il participe à de nombreux mouvements sociaux et politiques dès la fin des années 1970 : Radios libres, solidarité avec les ouvriers de LIP à Besançon, avec les militants du Larzac, campagnes de soutien aux républicains irlandais, au FSLN du Nicaragua, au FLNKS de Kanaky et aux mouvements de libération de la Palestine . Il participe aussi à différentes initiatives des associations féministes et écologistes, aux actions des organisations antiracistes et antifascistes, des collectifs de sans-papiers, de l'association Droit au logement ainsi qu'à plusieurs activités syndicales. Au niveau politique son engagement repose notamment sur l'internationalisme et l'anticapitalisme, tout en soutenant les orientations centrales du mouvement altermondialiste.